# Shimizu S-Pulse
Shimizu S-Pulse är en fotbollsklubb från Shizuoka i Japan. Laget spelar för närvarande (2020) i den högsta proffsligan J1 League.
Den 27 augusti 2011 skrev Fredrik Ljungberg på för Shimizu S-Pulse. Kontraktet var på två år, men han blev bara kvar ett halvår. Efter att Ljungberg lämnade Japan i februari var han klubblös fram till att han meddelade att han slutade den 28 augusti 2012.

## Placering tidigare säsonger
| År   | Liga | M  | Po | V  | O  | F  | Pl    | Notering           |
| 1993 | J    | 36 | ?  | 24 | -  | 12 | 3/10  |                    |
| 1994 | J    | 44 | ?  | 27 | -  | 17 | 4/12  |                    |
| 1995 | J    | 52 | 75 | 25 | -  | 27 | 9/14  |                    |
| 1996 | J    | 30 | 37 | 12 | -  | 18 | 10/16 |                    |
| 1997 | J    | 32 | 54 | 19 | -  | 13 | 5/17  |                    |
| 1998 | J1   | 34 | 70 | 25 | -  | 9  | 3/18  |                    |
| 1999 | J1   | 30 | 65 | 22 | 1  | 7  | 2/16  |                    |
| 2000 | J1   | 30 | 42 | 15 | 2  | 13 | 8/16  |                    |
| 2001 | J1   | 30 | 49 | 19 | 0  | 11 | 4/16  |                    |
| 2002 | J1   | 30 | 41 | 14 | 3  | 13 | 8/16  |                    |
| 2003 | J1   | 30 | 39 | 11 | 6  | 13 | 11/16 |                    |
| 2004 | J1   | 30 | 29 | 7  | 8  | 15 | 14/16 |                    |
| 2005 | J1   | 34 | 39 | 9  | 12 | 13 | 15/18 |                    |
| 2006 | J1   | 34 | 60 | 18 | 6  | 10 | 4/18  |                    |
| 2007 | J1   | 34 | 61 | 18 | 7  | 9  | 4/18  |                    |
| 2008 | J1   | 34 | 55 | 16 | 7  | 11 | 5/18  |                    |
| 2009 | J1   | 34 | 51 | 13 | 12 | 9  | 7/18  |                    |
| 2010 | J1   | 34 | 54 | 15 | 9  | 10 | 6/18  |                    |
| 2011 | J1   | 34 | 45 | 11 | 12 | 11 | 10/18 |                    |
| 2012 | J1   | 34 | 49 | 14 | 7  | 13 | 9/18  |                    |
| 2013 | J1   | 34 | 50 | 15 | 5  | 14 | 9/18  |                    |
| 2014 | J1   | 34 | 36 | 10 | 6  | 18 | 15/18 |                    |
| 2015 | J1   | 34 | 25 | 5  | 10 | 19 | 17/18 | Nedflyttad till J2 |
| 2016 | J2   | 42 | 84 | 25 | 9  | 8  | 2/22  | Uppflyttad till J1 |
| 2017 | J1   | 34 | 34 | 8  | 10 | 16 | 14/18 |                    |
| 2018 | J1   | 34 | 49 | 14 | 7  | 13 | 8/18  |                    |

- M: Antal matcher spelade, Po Antal poäng, V Vunna matcher, O Oavgjorda matcher, F Förlorade matcher, Pl Placering i tabellen/antal lag

## Spelartrupp
Aktuell 23 april 2022
| Nr | Land      | Pos | Namn                  |
| -- | --------- | --- | --------------------- |
| 1  | Japan     | MV  | Takuo Ōkubo           |
| 2  | Japan     | F   | Yugo Tatsuta          |
| 3  | Brasilien | MF  | Ronaldo               |
| 4  | Japan     | MF  | Teruki Hara           |
| 5  | Brasilien | F   | Valdo                 |
| 6  | Japan     | MF  | Ryo Takeuchi (kapten) |
| 7  | Japan     | F   | Eiichi Katayama       |
| 8  | Japan     | MF  | Daiki Matsuoka        |
| 9  | Brasilien | A   | Thiago Santana        |
| 10 | Brasilien | A   | Carlinhos Junior      |
| 11 | Japan     | MF  | Katsuhiro Nakayama    |
| 13 | Japan     | MF  | Kota Miyamoto         |
| 14 | Japan     | A   | Yusuke Goto           |
| 15 | Japan     | MF  | Takeru Kishimoto      |
| 16 | Japan     | MF  | Kenta Nishizawa       |
| 17 | Japan     | MF  | Yuta Kamiya           |
| 18 | Japan     | MF  | Ryohei Shirasaki      |
| 19 | Japan     | A   | Akira Silvano Disaro  |
| 20 | Sydkorea  | A   | Oh Se-hun             |
| 21 | Japan     | MV  | Shuichi Gonda         |

| Nr | Land      | Pos | Namn                    |
| -- | --------- | --- | ----------------------- |
| 22 | Brasilien | MF  | Renato Augusto          |
| 23 | Japan     | MF  | Yuito Suzuki            |
| 24 | Japan     | F   | Shuta Kikuchi           |
| 25 | Japan     | MV  | Kengo Nagai             |
| 26 | Japan     | MF  | Yuta Taki               |
| 29 | Japan     | F   | Reon Yamahara           |
| 30 | Japan     | A   | Kanta Chiba             |
| 31 | Japan     | MV  | Leonardo Akira Fukui    |
| 32 | Kosovo    | MF  | Benjamin Kololli        |
| 36 | Japan     | A   | Ibrahim Junior Kuribara |
| 37 | Japan     | A   | Daigo Takahashi         |
| 38 | Japan     | F   | Akira Ibayashi          |
| 39 | Japan     | MF  | Nagi Kawatani           |
| 40 | Japan     | MF  | Hikaru Naruoka          |
| 49 | Japan     | A   | Takumi Kato             |
| 50 | Japan     | F   | Yoshinori Suzuki        |

## Tidigare spelare
- Shinji Okazaki
- Shinji Ono
- Alessandro Santos
- Naohiro Takahara
- Takuya Honda
- Jungo Fujimoto
- Hisashi Kato
- Kiyotaka Matsui
- Katsumi Oenoki
- Akihiro Nagashima
- Yasutoshi Miura
- Masahiro Endo
- Takumi Horiike
- Kenta Hasegawa
- Kazuaki Tasaka
- Toshihide Saito
- Masahiro Ando
- Masaaki Sawanobori
- Hideaki Kitajima
- Teruyoshi Ito
- Akinori Nishizawa
- Daisuke Ichikawa
- Kazuyuki Toda
- Ryuzo Morioka
- Yuichiro Nagai
- Daigo Kobayashi
- Kazumichi Takagi
- Kosuke Ota
- Alex Brosque
- Mitchell Duke
- Ronaldão
- Djalminha
- Marcos Paulo Alves
- Paulo Jamelli
- Mirandinha
- Antônio Benedito da Silva
- Edu Manga
- Carlos Alberto Dias
- Émerson Carvalho da Silva
- Dejan Jakovic
- Igor Cvitanović
- Daniele Massaro
- Frode Johnsen
- Peter Utaka
- Milivoje Novaković
- Fredrik Ljungberg
- Mark Bowen